# Kirchheim in Schwaben

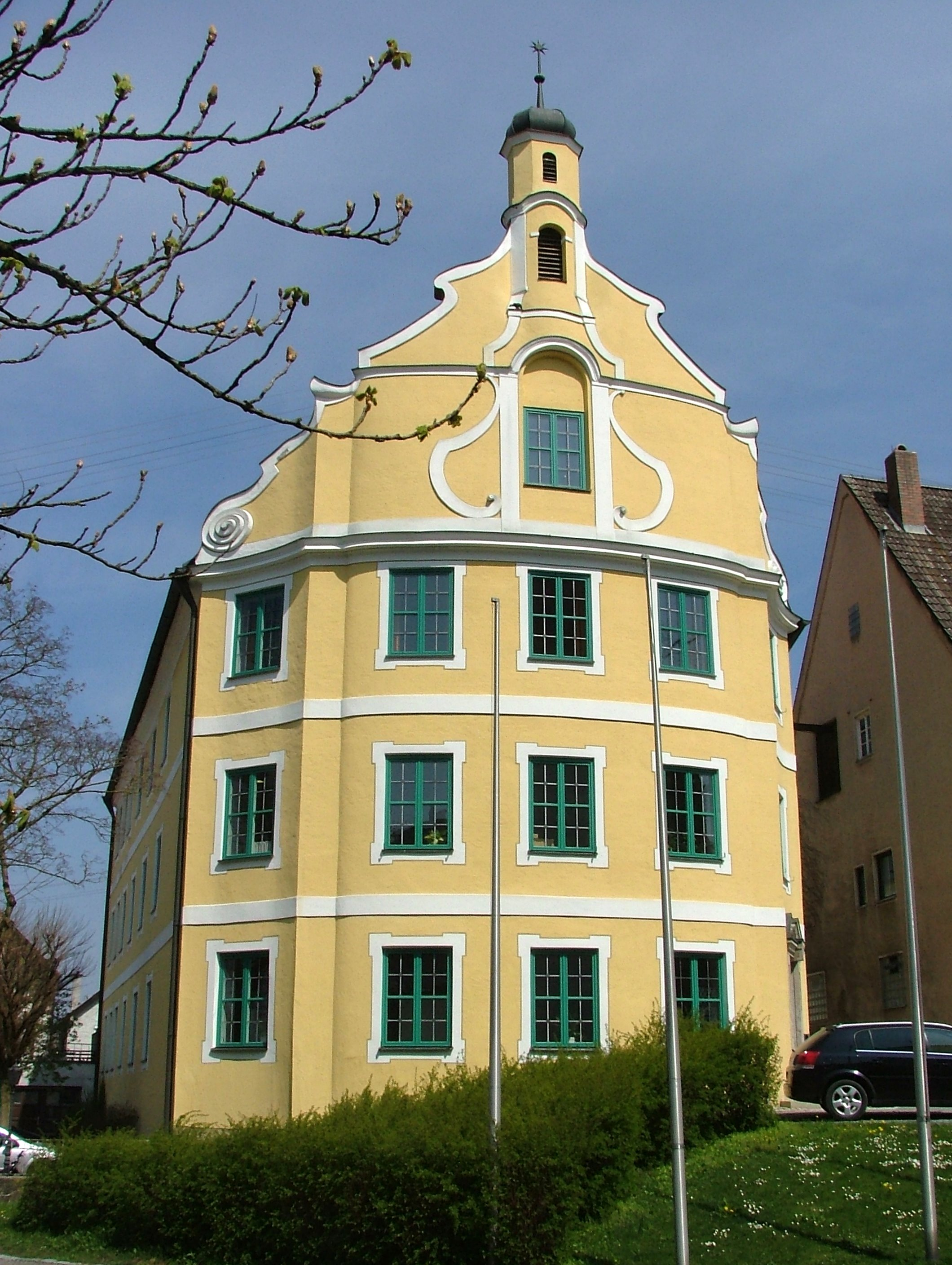
Kirchheim in Schwaben

Kirchheim in Schwaben este o comună-târg din districtul Unterallgäu, regiunea administrativă Schwaben, landul Bavaria, Germania.